# Fenestrulina ampla
Fenestrulina ampla är en mossdjursart som beskrevs av Canu och Bassler 1928. Fenestrulina ampla ingår i släktet Fenestrulina och familjen Microporellidae. Inga underarter finns listade i Catalogue of Life.